# لوچانو چانکولا
لوچانو چانکولا (ایتالیایی: Luciano Ciancola؛ ۲۲ اکتبر ۱۹۲۹ – ۲۵ ژوئیه ۲۰۱۱) دوچرخه‌سوار اهل ایتالیا بود.
وی در مسابقات کشوری و بین‌المللی در مجموع برندهٔ ۱ مدال طلا شده‌است.